# Sebastes zonatus
Sebastes zonatus és una espècie de peix pertanyent a la família dels sebàstids i a l'ordre dels escorpeniformes.

## Descripció
Fa 37 cm de llargària màxima. 13 espines i 12-13 radis tous a l'única aleta dorsal i 3 espines i 6-7 radis tous a l'anal. 26 vèrtebres. Línia lateral contínua i amb 31-37 escates. 26-29 branquiespines. Absència d'aleta adiposa. Aletes pectorals amb cap espina i 15-18 radis tous.

## Reproducció
Pot produir híbrids amb Sebastes vulpes, sobretot al nord de la seua distribució geogràfica. Les variacions en les taxes locals d'hibridació es troben associades a les variacions en la segregació de l'hàbitat i en el règim tèrmic, ja que les temperatures verticals de la columna d'aigua determinen l'abast de la segregació d'hàbitat de totes dues espècies i, per tant, l'avinentesa per a produir híbrids.

## Hàbitat i distribució geogràfica
És un peix marí, associat als esculls rocallosos (entre 50 i 175 m de fondària) i de clima subtropical, el qual viu al Pacífic nord-occidental: el Japó (com ara, l'illa de Hokkaido) i Corea del Sud.

## Observacions
És inofensiu per als humans i el seu índex de vulnerabilitat és alt (64 de 100).